# Linlinao
Linlinao es una pequeña isla del archipiélago de Chiloé, en el sur de Chile. Forma parte de la comuna de Chonchi y se ubica entre el sector de Quinched, entre la Isla Grande de Chiloé y la isla de Lemuy.
Se postula que su nombre podría proceder del hipotético idioma de los chonos y que significaría «dos cerros con una bahía protegida del viento noroeste». No hay dos cerros claramente distinguibles, pero sí una zona de mar protegida del viento noroeste entre la bahía de su costa occidental por el norte y el este, la orilla de Quinched por el oeste y el islote no permanente llamado Isletilla por el sur.
Durante el siglo XVIII fue un paradero de los misioneros jesuitas que hacían la Misión Circular de evangelización por todo el archipiélago y se la menciona en las crónicas de la época. Durante casi todo el siglo XX fue propiedad de una familia de Quinched que la usaba para el pastoreo de vacunos y ocasionalmente para sembrar papas. En sus costas abundan mariscos como almejas y culenges, por lo que se organizaban viajes a ella para mariscar. Hasta 1960 estos viajes podían hacerse a pie o con carretas durante las mareas más bajas del año (llamadas pilcanes), a través de una playa estrecha que se formaba desde su extremo noroeste hasta un promontorio en Quinched, pero luego del gran terremoto de 1960 cambió el nivel del mar y ya no es posible llegar así.
Está habitada permanentemente por una familia de inquilinos y, en el verano y de tiempo en tiempo, por sus dueños. La isla tiene unas 14 há de superficie, que se destinan en su mayor parte a praderas y pastoreo de vacunos. Sus orillas están cubiertas de bosque del tipo selva valdiviana, con predominio de quilas, coigües y pelúes. Uno de los rasgos distintivos de la isla es un faro que funciona con energía solar.
Linlinao se sitúa a la entrada del fiordo de Castro, ubicado inmediatamente al norte, y su faro puede servir como un indicio para encontrarla, porque su sinuosidad dificulta que se advierta su presencia.
Linlinao y el islote no permanente de Isletilla aparecen descritas puntillosamente en el libro Señales del Dresden, del escritor Martín Pérez Ibarra, publicado por Uqbar Editores.